# Stazione di Atene
La stazione di Atene (in greco Σιδηροδρομικός Σταθμός Αθήνας) è la principale stazione ferroviaria a servizio della capitale greca. È gestita dalla OSE. Situata nel quartiere centrale di Kolonos, la stazione attuale è stata originata dall'unione delle precedenti stazioni di Larissa, per le linee verso il nord e Peloponneso, per le linee verso ovest.